# Carnbee (Trinidad e Tobago)
Carnbee è un centro abitato di Trinidad e Tobago situato sull'isola di Tobago e facente parte della parrocchia di Saint Patrick.